# Laith Hussein
Laith Hussein (en árabe: ليث حسين شهيب التولد‎; Bagdad, Irak; 13 de octubre de 1968) es un exfutbolista de Irak que jugaba en la posición de centrocampista.

## Carrera

### Club
| Periodo   | Club            |
| --------- | --------------- |
| 1985–1987 | Al-Zawraa       |
| 1987–1990 | Al Rasheed      |
| 1990–1993 | Al-Zawraa       |
| 1993–1997 | Al-Rayyan SC    |
| 1997      | Al Wakrah SC    |
| 1997–2000 | Al Ansar Beirut |
| 2000–2003 | Al-Zawraa       |

### Selección nacional
Jugó para Irak en 80 ocasiones de 1986 a 2002 y anotó 21 goles, participó en los Juegos Olímpicos de Seúl 1988, la Copa Mundial de Fútbol Juvenil de 1989 y la Copa Asiática 1996. Pudo haber jugado en el FC Barcelona en los años 1990 pero Saddam Hussein lo impidío.

## Tras el retiro
Fue director de la selección nacional de fútbol en 2013, y en 2003 fue uno de los que testificaron en contra del entonces presidente del Comité Olímpico Iraquí Uday Hussein por su brutalidad hacia la selección de fútbol.

## Logros
- Mejor Jugador de la Liga Premier de Líbano: 1997–98[4]
- Equipo Ideal de la Liga Premier de Líbano: 1997–98[5] 1998–99[6]

## Estadísticas

### Goles con Selección nacional
| #   | Fecha      | Sede                                     | Rival         | Gol | Resultado | Torneo                                               |
| --- | ---------- | ---------------------------------------- | ------------- | --- | --------- | ---------------------------------------------------- |
| 1.  | 17-3-1988  | King Fahd International Stadium, Riad    | Baréin        | 1–0 | 1–0       | Copa de Naciones del Golfo de 1988                   |
| 2.  | 3-11-1989  | Al-Sadaqua Walsalam Stadium, Kuwait City | Yemen del Sur | 3–0 | 6–2       | Amistoso                                             |
| 3.  | 3-11-1989  | Al-Sadaqua Walsalam Stadium, Kuwait City | Yemen del Sur | 4–0 | 6–2       | Amistoso                                             |
| 4.  | 28-2-1990  | Jaber Al-Ahmad International Stadium     | Kuwait        | 1–1 | 1–1       | Copa de Naciones del Golfo de 1990                   |
| 5.  | 18-8-1992  | Al-Hassan Stadium, Irbid                 | Etiopía       | 2–0 | 13–0      | 1992 Jordan Tournament                               |
| 6.  | 18-8-1992  | Al-Hassan Stadium, Irbid                 | Etiopía       | 3–0 | 13–0      | 1992 Jordan Tournament                               |
| 7.  | 26-5-1993  | Irbid                                    | Yemen         | 1–0 | 6–1       | Clasificación para la Copa Mundial de Fútbol de 1994 |
| 8.  | 26-5-1993  | Irbid                                    | Pakistán      | 1–0 | 8–0       | Clasificación para la Copa Mundial de Fútbol de 1994 |
| 9.  | 14-6-1993  | Chengdu                                  | Jordania      | 1–0 | 4–0       | Clasificación para la Copa Mundial de Fútbol de 1994 |
| 10. | 14-6-1993  | Chengdu                                  | Jordania      | 2–0 | 4–0       | Clasificación para la Copa Mundial de Fútbol de 1994 |
| 11. | 16-6-1993  | Chengdu                                  | Yemen         | 3–0 | 3–0       | Clasificación para la Copa Mundial de Fútbol de 1994 |
| 12. | 19-10-1993 | Khalifa International Stadium, Doha      | Corea del Sur | 2–2 | 2–2       | Clasificación para la Copa Mundial de Fútbol de 1994 |
| 13. | 24-11-1996 | Stadio Luigi Ferraris, Genoa             | Indonesia     | 3–0 | 4–0       | Amistoso                                             |
| 14. | 11-12-1996 | Al-Maktoum Stadium, Dubái                | Tailandia     | 2–0 | 4–1       | Copa Asiática 1996                                   |
| 15. | 11-12-1996 | Al-Maktoum Stadium, Dubái                | Tailandia     | 4–1 | 4–1       | Copa Asiática 1996                                   |
| 16. | 23-5-1997  | Railway Stadium, Lahore                  | Pakistán      | 3–1 | 6–2       | Clasificación para la Copa Mundial de Fútbol de 1998 |
| 17. | 20-6-1997  | Al-Shaab Stadium, Bagdad                 | Pakistán      | 1–0 | 6–1       | Clasificación para la Copa Mundial de Fútbol de 1998 |
| 18. | 20-6-1997  | Al-Shaab Stadium, Bagdad                 | Pakistán      | 2–0 | 6–1       | Clasificación para la Copa Mundial de Fútbol de 1998 |
| 19. | 21-8-1997  | National Stadium, Beirut                 | Líbano        | 1–0 | 2–0       | Amistoso                                             |
| 20. | 21-8-1997  | National Stadium, Beirut                 | Líbano        | 2–0 | 2–0       | Amistoso                                             |
| 21. | 17-8-2001  | Al-Shaab Stadium, Bagdad                 | Tailandia     | 4–0 | 4–0       | Clasificación para la Copa Mundial de Fútbol de 2002 |